# Святое (село, Тверская область)
Свято́е — село в Осташковском городском округе Тверской области, до 2017 года центр Святосельского сельского поселения.

## География
Находится в северо-западной части Тверской области, в зоне хвойно-широколиственных лесов, в пределах Валдайской возвышенности, на расстоянии примерно 25 километров от города Осташкова, административного центра округа.

### Климат
Климат характеризуется как умеренно континентальный, с относительно мягкой зимой и прохладным влажным летом. Среднегодовая температура воздуха — 4 °C. Средняя температура воздуха самого холодного месяца (января) — −17 — −9 °C (абсолютный минимум — −47 °C); самого тёплого месяца (июля) — 17 — 18 °C (абсолютный максимум — 38 °C). Вегетационный период длится немногим более четырёх месяцев. Годовое количество атмосферных осадков составляет в среднем 650 мм, из которых большая часть выпадает в тёплый период. Снежный покров держится в течение 140 дней.

## История
В 1867 году в селе была построена деревянная Никольская церковь с 3 престолами. Каменная Никольская церковь в селе Святом построена известным осташковским строителем И. Н. Суравковым на месте одноимённого деревянного храма. Новое здание заложено 1 июня 1898 года, о чём свидетельствует надпись, высеченная на цоколе. Освящена в 1907 году.
В конце XIX — начале XX века село входило в состав Щучьинской волости Осташковского уезда Тверской губернии. В 1886 году в селе было 38 дворов, земская школа, промыслы: валяльщики, овчинники, сбор и продажа клюквы.
С 1929 года село являлась центром Святосельского сельсовета Осташковского района Великолукского округа Западной области, с 1935 года — в составе Калининской области, с 1994 года — центр Святосельского сельского округа, с 2005 года — центр Святосельского сельского поселения, с 2017 года — в составе Осташковского городского округа.

## Население
| 1859 | 1889 | 1919 | 1997 | 2002 | 2010 |
| ---- | ---- | ---- | ---- | ---- | ---- |
| 161  | ↗219 | ↗296 | ↗528 | ↘442 | ↘411 |

## Известные уроженцы, жители
- Можжерин, Иван Григорьевич — советский российский инженер-геолог.

## Инфраструктура
В селе имеются Ворошиловская основная общеобразовательная школа (новое здание построено в 2012 году), Чернодорский фельдшерско-акушерский пункт, отделение почтовой связи.

## Достопримечательности
В селе расположена действующая Церковь Николая Чудотворца (1907).